# 小行星8819
小行星8819（8819 Chrisbondi）是一颗围绕太阳公转的小行星。1985年9月14日，亨利·德波鸿诺在拉西拉天文台发现了此天体。
这颗小行星的绝对星等为158.0738544530349等。